# 柳木下
柳木下（1914年—1998年），原名劉慕霞，又名劉孟，筆名木下、馬御風、馬臨風、婁木，籍貫廣東梅縣（異說興寧），香港兒童文學翻譯家及評論家。

## 生平
柳木下大學畢業於上海復旦大學，1930年代到香港定居，曾因精神病被送入高街精神病院，後返回中國大陸。到1948年再次定居香港擔任教師。

## 作品
- 評論：
  - 《兒童圖書館的設立（一個目前非常迫切的工作）》